# تشریح یک قتل
تشریح یک قتل (به انگلیسی: Anatomy of a Murder) فیلمی با ژانر درام حقوقی ، جنایی ، معمایی محصول سال ۱۹۵۹ آمریکا ، به تهیه کنندگی و کارگردانی اتو پرمینگر است. 
فیلمنامه این فیلم توسط وندل مایز براساس رمانی به همین نام که توسط جان دی. ووئلکر( با نام مستعار رابرت تراور) قاضی دادگاه عالی میشیگان تالیف شده ، نوشته است. ووئلکر این رمان را بر اساس پرونده قتلی در سال ۱۹۵۲ که خود دفاع از آن را بر عهده داشته تالیف کرده است.
در سال ۲۰۱۲ کتابخانه کنگره آمریکا این فیلم را با توجه به اهمیت تاریخی، فرهنگی و زیباشناختی در فهرست ملی ثبت فیلم به ثبت رساند. 

## خلاصه داستان
در شبه جزیره علیای میشیگان بارنی کوبیل توسط ستوان فردریک مانیون (با بازی بن گازارا) کشته می شود . همسر وی (با بازی لی رمیک) از پاول بیگ لر (با بازی جیمز استوارت) درخواست می کند که دفاع از وی را به عهده گیرد و... 

## بازیگران
| بازیگر        | نقش            | توضیح                        |
| ------------- | -------------- | ---------------------------- |
| جیمز استوارت  | پاول بیگ لر    | دادستان سابق ناحیه ای . وکیل |
| بن گازارا     | فردریک مانیون  | ستوان ارتش                   |
| لی رمیک       | لورا مانیون    | همسر فردریک                  |
| آرتور اوکانل  | پارنل مک کارتی | دوست و همکار پاول بیگ لر     |
| ایو آردن      | مایدا          | منشی دفتر پاول               |
| کاترین کرازبی | ماری پلانت     | دختر نامشروع بارنی کوبیل     |
| جرج سی. اسکات | کلود دنسر      | معاون دادستان کل ایالت       |
| بروکس وست     | میچ کادویک     | دادستان ناحیه                |
| اورسن بین     | متیو اسمیت     | روانپزشک ارتش                |
| ماری همیلتون  | آلفونس پکت     | خدمتکار بار ، شاهد           |
| جوزف ان. ولچ  | ویور           | قاضی دادگاه رسیدگی کننده     |